# Platerodrilus foliaceus
Platerodrilus foliaceus (лат.) — вид жуков рода Platerodrilus из семейства краснокрылы (Lycidae).

## Распространение
Юго-Восточная Азия: Борнео.

## Описание
Мелкого размера жуки, длина около 1 см (самцы около 6 мм, самки до 19 мм). Усики 11-члениковые. Самки неотенические (всю жизнь обладают признаками личинок), поэтому личинкоподобные самки близких видов из-за внешнего вида известны как «личинки трилобитов» или «жуки-трилобиты».
Вид был впервые описан в 2014 году чешскими энтомологами Михалем Масеком и Ладиславом Боцаком (Michal Masek, Ladislav Bocak).